# Paul Thomas (músico)
Paul Anthony Thomas (también conocido como St. Paul), es un bajista que es parte del grupo Good Charlotte. Poco se sabe de su vida privada, ya que odia la vida pública. Conoce a los gemelos desde que eran niños pequeños. Nació el 5 de octubre de 1980, en Waldorf, Maryland.
Le gusta la vida hogareña y tranquila, e ir de viaje con su familia, sus amigos y su esposa Diana. Se unió a la banda en 1996; durante la época de instituto empezó a tocar el bajo y se unió a Joel, Benji y Aaron para crear una banda a la que más tarde se uniría Billy Martin, (un amigo que conocía desde la guardería) al ponerlo en contacto con los gemelos Madden formando así Good Charlotte.